# Lago Mechower
El lago Mechower (en alemán: Mechowersee) es un lago situado en el distrito de Mecklemburgo Noroccidental, en el estado de Mecklemburgo-Pomerania Occidental (Alemania), a una altitud de 31.5 metros; tiene un área de 164 hectáreas.